# Авантуре малог Пере
Авантуре малог Пере (енгл. The Adventures of Little Carp) је кинеска анимирана серија за децу узраста од 3 до 8 година. Ради се о авантурама малог Пере и његових пријатеља који покушавају да поразе злу морску змију и тиме поврате мир у морски свет. У свету је серија премијерно издата 2006. године на ДВД-у.

## Епизоде
| Сезона | Сезона | Епизоде | Премијерно приказивање (Кина) | Премијерно приказивање (Кина) | Премијерно приказивање (Србија) | Премијерно приказивање (Србија) |
| Сезона | Сезона | Епизоде | Прва епизода                  | Последња епизода              | Прва епизода                    | Последња епизода                |
| ------ | ------ | ------- | ----------------------------- | ----------------------------- | ------------------------------- | ------------------------------- |
|        | 1      | 52      | 1. јун 2007.                  | ТБА                           | 2010.                           | ТБА                             |

## Емитовање и синхронизација
У Србији, Црној Гори, Босни и Херцеговини и Републици Македонији серија је премијерно емитована 2010. године на каналу Хепи синхронизована на српски језик. Синхронизацију је радио студио Идеограм. Нема ДВД издања. Синхронизација је изгубљена, а познат је само један српски глас.

## Радња
Авантура је смештена на дну језера у ком живи мали Пера (жуто-црвени шаран) са својом баком. Након што је бака испричала малом Пери фантастичне приче о легендарном Змају језера и мора, догађа се инцидент у коме лажни Змај, тј. дотични Лале (морска змија) претвара баку у мехур и почиње да уништава лепоте језера и његове становнике претвара у своје поданике. Мали Пера креће заједно са троје пријатеља, у потрагу за правим краљ – Змајем. Четири храбра пријатеља, путујући рекама и језерима, морају да савладају низ препрека и замки које постављају зла створења, не би ли их спречила да пронађу краља - Змаја. Када су пронашли легендарног Змаја, сва петорица ступају у коначну борбу против злих створења и лажног Змаја, да би повратили баки риболики облик а језеру сву његову лепоту.

## Ликови
- Пера је мали шаран са жуто црвеним шарама. Откако је зла змија, Лале, отеоњегову баку, Пера заједно са својим пријатељима покушава да га порази. Познат је по реченици „Моје срце је као гвожђе, и неуништиво је!”.
- Маки је плави морски коњић. Његове родитеље је убио Лале (зла морска змија), и од тада живи са господином хоботницом који га је усвоио. Веома је паметан и углавном први смисли план.
- Мира је розе атропоморфна медуза која воли да пева. Воли све што је лепо.
- Лале је зла морска змија. Има разне моћи, нпр. може се смањивати и после вратити у нормално стање.

## Улоге
| Име лика | Глас         |
| -------- | ------------ |
| Пера     | Ву Чу-Фенг   |
| Маки     | Ли Јин Јан   |
| Мира     | Чен Хонг     |
| Лале     | Јиа Хиао Гун |
| Lobby    |              |
| Bogart   | Жао Фенг     |